# کراوالاپیتیا
کراوالاپیتیا (به لاتین: Kerawalapitiya) یک منطقهٔ مسکونی در سری‌لانکا است که در استان غربی، سری‌لانکا واقع شده‌است.